# 叶卡捷琳娜一世
叶卡捷琳娜一世·阿列克谢耶芙娜（羅馬化：Yekaterina I Alekseyevna ；1684年4月15日—1727年5月17日，1725年—1727年在位）是俄罗斯帝国女皇，有些中文依照英文（Catherine I）而称呼她为凱薩琳一世或凱瑟琳一世，立陶宛农民塞缪尔·斯卡乌龙斯基之女。

## 生平
伏爾泰曾形容葉卡捷琳娜一世的生平幾乎與彼得一世本人一樣非凡。
有關她早年生活的資訊充滿不確定性和矛盾。根據其中一種說法，葉卡捷琳娜一世於1684年4月15日（舊曆4月5日）出生在維茲梅地區（今拉脫維亞領土）。本名玛尔塔·斯卡乌龙斯卡娅（波蘭語：Marta Helena Skowrońska），皈依东正教后更名为叶卡捷琳娜。大北方战争中，在马里恩波尔附近成为俄军的俘虏，不久为彼得一世所宠，生下五子六女，卻只有兩個女兒存活。丈夫死后，得到近卫军的支持，于1725年加冕成为俄罗斯帝国女皇。但是不太参与国政，实权被缅什科夫掌握。按彼得大帝遗嘱建立俄罗斯科学院（1726年），创立最高枢密院。
叶卡捷琳娜视彼得废后叶夫多基娅·洛普希娜为威胁，将叶夫多基娅秘密转移到圣彼得堡附近的什利斯堡要塞，作为政治犯以“著名人物”的名义严格关押在一个秘密监狱中。
虽然叶卡捷琳娜一世有两个女儿，但叶夫多基娅的孙子彼得却是罗曼诺夫皇朝最后的男嗣，故叶卡捷琳娜一世临死前，枢密院及彼得的姨父神圣罗马帝国皇帝卡尔六世都力挺彼得继位。临死前数日，叶卡捷琳娜一世在传位给彼得二世的遗诏上签名。

## 子女
- 长子帕维尔·彼得罗维奇（1704年-1717年），在父母正式结婚之前出生，但也在父母正式结婚之前夭折
- 次子彼得·彼得罗维奇（1705年-1707年），在父母正式结婚之前出生，但也在父母正式结婚之前夭折
- 长女凯瑟琳·彼得罗夫娜（1706年12月-1708年6月），在父母正式结婚之前出生，但也在父母正式结婚之前夭折
- 次女安娜·彼得罗芙娜（1708年1月27日-1728年5月15日），1725年嫁给德国霍爾斯坦-戈托普公爵卡爾·弗里德里希，生彼得三世
- 三女伊麗莎白·彼得羅芙娜（1709年12月29日—1762年1月5日），1742年和阿列克谢·格里戈里耶维奇结婚，没有子女。
- 四女玛丽亚·彼得罗夫娜（1713年3月20日-1715年5月27日）
- 五女玛格丽塔·彼得罗夫娜（1714年9月19日-1715年6月7日）
- 三子彼得·彼得罗维奇（1715年11月15日-1719年4月19日）
- 四子帕维尔·彼得罗维奇（1717年1月13日-1717年1月14日）
- 六女纳塔利娅·彼得罗夫娜（1718年8月31日-1725年3月15日）
- 五子彼得·彼得罗维奇（1723年10月7日生、卒）